# Watching the Wheels
〈Watching the Wheels〉는 존 레논의 사후, 즉 존 레논 피살 사건 이후인 1981년 발표된 싱글이다. 오노 요코의 〈Yes, I'm Your Angel〉을 B 사이드로 하고 있다. 존과 요코의 공동 음반 《Double Fantasy》에서 발매된 세 번째이자 마지막 싱글로서 미국의 빌보드 핫 100 최고 10위, 캐시박스 싱글 탑 100 최고 7위를 기록했다. 또한 영국 싱글 차트에서도 최고 30위를 기록, 정점에 달했다.

## 작곡 및 녹음
이 곡은 1977년 말 첫 데모가 녹음되었지만, 이후 제목이 "People", "I'm Crazy" 등으로 바뀌는 등 많은 개정이 있었다. 1980년 초, 마침내 이 곡은 "Watching The Wheels"라는 제목이 붙여졌고, 레논은 기타 중심의 부기 리듬을 실험, 데모를 녹음했다. 그 해 6월, 레논은 스튜디어에 들어가기 전 마지막 데모를 녹음했다. 이 데모는 1998 박스 세트 《John Lennon Anthology》와 2004 컬렉션 《Acoustic》에 포함되어 있다. 최종적으로 이 곡은 스튜디오에서 키보드 중심의 배열로 되돌려졌다.

## 배경 및 가사
이 곡은 레논이 5년간의 칩거 생활을 보내고 있을 때 일어난 일에 관하여 다루고 있으며, 음악 산업에서 퇴각한 이유를 묻는 비평가들에 대한 답변이 담겨져 있다.
1970년대에는 예술가들이 해마다 앨범을 발표하는 것이 일반적이었고 대중의 시선에서 오랫동안 물러나 있는 것은 특이한 것으로 간주되었다. 하지만 "잃어버린 주말"(1973년부터 1975년까지 이어진 존과 요코의 별거생활 기간을 일컬음)을 보내던 레논은 1975년 10월 9일, 오노와의 사이에서 아들 숀 레논이 태어나면서 오노와 재결합하게 되고, 그의 어린 아들 숀을 양육하기로 결심, 그 때까지 쉴 새 없이 달려온 음악 활동을 중단하며 하우스허즈번드로서의 삶을 살게 된다.
이후 레논의 칩거 생활이 지속되면서 "요즘 당신 미쳐 있는 게 아닌가?" "과거의 잘 나가던 시기가 그립지 아니한가?"라며 혼란스러워 하는 사람들이 나타나게 되는데, 이에 레논은 "괜찮아, 지금 난 행복하다"라고 대답한다. 하지만 "당신이 행복할 리가 없잖아"라며 사람들이 다시 질문을 던져오자, 레논은 세상을 회전목마에 비유, "난 여기에 앉아서 회전목마를 바라보고 있을 뿐, 지금이 난 좋다" "더 이상 회전목마를 타진 않아, 그저 바라볼 뿐"이라고 답하며 혼란스러워 하는 사람들의 우려를 어느 정도 해소시킨다.
이 곡의 제목에서 나타나는 바퀴는 레논이 그의 저택 다코타 아파트 6층의 유리한 지점에서 볼 수 있었던 차량으로 부분적으로 비유적이었다. 수동으로 톱니바퀴를 돌리는 관념은 레논이 비틀즈 시절 작곡한 비틀즈의 1965년 앨범 《Rubber Soul》의 수록곡 "Nowhere Man"으로 돌아가는 주제였다. 레논은 모든 우주를 돌고 도는 바퀴와 같다고 생각했다. 그리고 자기 자신을 지켜보는 것은 다른 사람을 보는 것과 같다고 생각했으며, 그의 아들 숀을 통해 자기 자신을 보았다.

## 참여 인원
- 존 레논 – 보컬, 피아노, 키보드
- 얼 슬릭, 휴 맥크라켄 – 리드 기타
- 토니 레빈 – 베이스
- 조지 스몰 – 키보드, 피아노
- 앤디 뉴마크 – 드럼
- 매튜 커닝햄 – 해머드 덜시머
- 아서 젠킨스 – 퍼쿠션
- 미셸 심프슨, 카산드라 우튼, 셰릴 메이슨 잭스 도만, 에릭 트로이어 – 백그라운드 보컬